# Тринадцятий воїн (фільм)
«Тринадцятий воїн» (англ. The 13th Warrior) — художній історичний фільм виробництва США (1999), що є екранізацією роману Майкла Крайтона «Поглиначі мертвих».

## Сюжет
Ахмеда Ібн Фадлана, поета при халіфському дворі, вигнано з держави за підозру в перелюбі. Покаранням поету є вислання у північні краї. Ахмед Ібн Фадлан з караваном Мельхісідека мандрують все далі на північ — землями огузів, хозарів і татар, де зазнають нападу з боку кочівників. Загін арабів притиснуто до річки. Зненацька в її водах з'являється корабель вікінгів і люди з нього рятують Ахмеда і Мельхісідека.
Араби долучаються до загону варягів на чолі з ватажком Булівайфом. Невдовзі до останніх прибуває посланець з нагальним проханням надати термінову допомогу одному з північних королів. Вікінги збираються у похід і за традицією звертаються до ворожки. Під час ворожіння стара ворожка передрікає, що у похід мають виправитись 12 вікінгів і один чужинець, яким і стає Ахмед «араб». Не знайомий з мовою і традиціями «араб» пливе на північ у супроводі суворих вояків, щоб не лише побачити землі, ще більш дивовижні, ніж бачив досі, й дізнатися речі, ще більш дивовижні, ніж знав досі, а й щоб з'ясувати таємницю ворожих людей-«ведмедів» і «Вогняного змія».

## В ролях
- Антоніо Бандерас — Ахмед Ібн Фадлан ібн-аль-Аббас ібн Рашид ібн-Хаммад
- Омар Шариф — Мельхісідек
- Владимир Кулич — король варягів Булівайф
- Деніс Сторхой — Хергер-веселун
- Деніел Саузерн — Етго-мовчун
- Ніл Маффін — Ронет
- Джон Десантіс — Раґнар-похмурий
- Клайв Рассел — Хельфдан-товстун
- Міша Хауссерман — Ретель-лучник
- Олівер Свейнелл — Хелтаф-коротун
- Асб'єрн Рійс — Хельга
- Річард Бреммер — Скельд
- Марія Бонневі — прислужниця Ольга
- Даян Венора — Королева Вілю́
- Свен-Оле Торсен